# Kreisgericht Naugard
Das Kreisgericht Naugard war ein preußisches Kreisgericht in der damaligen preußischen Provinz Pommern mit Sitz in Naugard.

## Geschichte
1849 wurden in Preußen einheitlich Kreisgerichte geschaffen. Hierbei wurde die Patrimonialgerichtsbarkeit abgeschafft und die Patrimonialgerichte aufgehoben. Es entstand das Königliche Kreisgericht Naugard. Es umfasste den größten Teil des Kreises Naugard. Zuständiges Appellationsgericht war das Appellationsgericht Stettin.
Gerichtskommissionen, also Zweigstellen des Gerichtes mit weniger als drei Richtern, wurden in Gollnow und Massow eingerichtet. 
Am Gericht waren 1870 ein Direktor und sieben Kreisrichter eingesetzt. Die Zahl der Gerichtseingesessenen betrug 56.508. Das Gericht war auch Schwurgericht für den Bezirk der Kreisgerichte Naugard, Cammin und Greifenberg.
Im Rahmen der Reichsjustizgesetze wurde das Gerichtswesen in Deutschland 1879 vereinheitlicht. Damit wurde das Kreisgericht Naugard aufgehoben und das königlich preußische Amtsgericht Naugard mit Wirkung zum 1. Oktober 1879 als eines von 14 Amtsgerichten im Bezirk des Landgerichtes Stargard als Nachfolger gebildet. Auch die Gerichtskommissionen wurden 1879 in Amtsgerichte umgewandelt (Amtsgericht Gollnow und Amtsgericht Massow).